# Уилямс FW15
Уилямс FW15C е болид от Формула 1 конструиран от Ейдриън Нюй заедно с отбора на Уилямс. То е пилотирано от Ален Прост и Деймън Хил.
След като болида спечели титлите при пилотите и при конструкторите в последния сезон преди ФИА да промени правилата за 1994, с отмяната на всички електрически устройства, FW15C има приличен иск да бъде най-технолическо усъвършенстван болид от Формула 1 на всички времена с анти-блокиращи спирачки, тракшън контрол и активно окачване.
FW15 е използвано през 1992 като нов болид, за да се промени включването на активното окачване, като го конструират и приложат на ранния FW14B. Но поради доброто представяне на FW14B, FW15 не е нужен за тима през сезон 1992. Другата версия на този болид, FW15B е набързо превърнат болид на FW15 от 1992 за да отговаря на правилата за сезон 1993.
Болидът FW15C показва способности през целия сезон, като постигна 10 победи, 7 втори места и 5 трети места, като тима финишира на първа позиция при конструкторите със 168 точки.
През ранната 1994 двете FW15C бяха модифицирани за да тръгнат без електрическите устройства, които са били премахнати за 1994. FW14D бе временен болид с пасивно окачване без тракшън контрол. Колите са тествани от Сена и Хил през януари 1994, но болида бе далече от оптималното, след като бе конструирано заедно със системата активно окачване. FW15D бе използвано от Ротманс Уилямс Рено по време на тяхното откриване в Ещорил на 19 януари 1994. Айртон Сена и Дейвид Култард пилотираха болида в първия тест пред сезона да започне. Болидът обаче бе заменен от FW16 след като бе представен по-късно в пред-сезона.

## Резултати от Формула 1
| Година | Отбор        | Двигател     | Гуми | Пилоти     | 1   | 2   | 3   | 4   | 5   | 6   | 7   | 8   | 9   | 10  | 11  | 12  | 13  | 14  | 15  | 16  | Тчк. | WCC  |
| ------ | ------------ | ------------ | ---- | ---------- | --- | --- | --- | --- | --- | --- | --- | --- | --- | --- | --- | --- | --- | --- | --- | --- | ---- | ---- |
| 1993   | Канон Уилямс | Рено RS5 V10 | Г    |            | RSA | BRA | EUR | SMR | ESP | MON | CAN | FRA | GBR | GER | HUN | BEL | ITA | POR | JPN | AUS | 168  | 1-ви |
| 1993   | Канон Уилямс | Рено RS5 V10 | Г    | Деймън Хил | Ret | 2   | 2   | Ret | Ret | 2   | 3   | 2   | Ret | 15  | 1   | 1   | 1   | 3   | 4   | 3   | 168  | 1-ви |
| 1993   | Канон Уилямс | Рено RS5 V10 | Г    | Ален Прост | 1   | Ret | 3   | 1   | 1   | 4   | 1   | 1   | 1   | 1   | 12  | 3   | 12  | 2   | 2   | 2   | 168  | 1-ви |